# Jean-Baptiste Tanchard
Jean-Baptiste Tanchard est un homme politique français né le 30 décembre 1758 à Baume-les-Dames (Doubs) et mort le 4 juin 1842.

## Biographie
Maire de Baume-les-Dames, conseiller général et juge de paix, il est député du Doubs en 1815, pendant les Cent-Jours.

## Sources
- « Jean-Baptiste Tanchard », dans Adolphe Robert et Gaston Cougny, Dictionnaire des parlementaires français, Edgar Bourloton, 1889-1891 [détail de l’édition]